# 拉梅拉什
拉梅拉什是葡萄牙波尔图区的一个堂区。总面积4.67平方公里，总人口953人，人口密度204.1人/平方公里。